# Цыганский тарт
Цыганский тарт (англ. Gypsy tart) — вариант тарта, приготовленный из концентрированного молока (evaporated milk), сахара мусковадо (или коричневого сахара) и теста.
Происходит с острова Шеппи в графстве Кент.
Тарт очень сладкий и у многих ассоциируется со школьными обедами. Хотя большинству известна версия цыганского тарта с концентрированным молоком без сахара, его также можно приготовить со сгущённым молоком, которое отличается лишь тем, что в него добавляют сахар. Это делает пирог более твёрдым и более сладким, с более тёмным цветом.
Легенда гласит, что женщина изобрела этот сладкий пирог, чтобы накормить голодных цыганских детей.